# MPB
MPB (Música Popular Brasileira) är en specifik musikgenre från Brasilien innehållande sofistikerade texter, melodier och harmonier där kommersiella aspekter är underordnad artistens kvaliteter.
Under 1960-talet blev MPB liktydigt med den musikstil som följde efter bossa novan, med publik och artister tillhörande den intellektuella universitetsvärlden, vilket innebar att den blev kallad "universitetsmusik". MPB fick mycket stort inflytande under denna period till följd av studentshower och berömda sångfestivaler, och ytterligare populärgjord av återkommande TV sändningar mellan 1965 och 1969. Denna rörelse utvecklande element från bossa novan, ofta innehållande teman som kritiserade sociala orättvisor och förtrycket från diktaturen. 
Efter 1969, försvann det klimat som skapade MPB men förkortningen överlevde men med en mindre specifik betydelse. MPB är fortfarande mycket populär i Brasilien och många artister tillhör fortfarande bland de mest säljande. Som trend har MPB givit världen några av Brasiliens mest berömda artister.

## Mest populära MPB-artister
Elymar Santos • Tiririca • Elza Soares •Lobão • Mamonas Assassinas • Carmen Miranda • Emílio Santiago • Balão Mágico • Milionário e José Rico • Roupa Nova • Toquinho • Ritchie • Kátia Cega • Absyntho • Sérgio Mallandro • Barão Vermelho • Jorge Ben Jor • Milton Nascimento • Djavan• Roberto Carlos • Zé Ramalho • Blitz • Verônica Sabino • Markinhos Moura • Fagner • Sylvinho Blau Blau • Alcíone • Beth Carvalho • Michael Sullivan • Paulo Massadas • Tim Maia • Deborah Blando • Joanna (artist) • Ivan Lins • Jane&Herondi • Raul Seixas • Angélica • Guilherme Arantes • Sandra de Sá • Trio Parada Dura • Almir Rogério • Rádio Táxi • Polegar • Agepê • Frejat • Titãs • Paralamas do Sucesso • Chitãozinho e Chororó •Wilson Simonal • Dori Caymmi • Leo Jaime • Dominó • Gaúcho da Fronteira • Banda Zero • Trem da Alegria • Zeca Baleiro • Jorge Aragão • Heróis da Resistência • RPM • Netinho • Adriana Calcanhoto • Xuxa • Sérgio Reis • Latino • Marisa Monte • Zizi Possi • Fafá de Belém • Lilian • Carequinha • Ivete Sangalo • Daniela Mercury • Lulu Santos • Paulo Ricardo • MC Batata • Yahoo • Rosanna • Luan&Vanessa • Gilliard• Roberta Sá• Biquíni Cavadão • Hermeto Pascoal • Fábio Júnior • José Augusto • Nelson Ned • Engenheiros do Hawaii • Dalto • Patrícia Marx • Os Abelhudos • Nenhum de Nós • Leandro e Leonardo